# Nomenj
Nomenj je gručasto naselje v Občini Bohinj. Nahaja se v kotlinici na skrajnem vzhodnem delu Bohinja, severno od ceste in železnice Bled - Bohinjska Bistrica, na levem bregu reke Save Bohinjke, ki tu začenja pot skozi Sotesko med visokima planotama Pokljuko in Jelovico. Skozi vas teče potok Bezdena, ki se mu tik pred vstopom v vas priključi potok Koritnica, na zahodni strani vasi pa Beli potok.
Severno od vasi, v pokljuškem pobočju, so trije Koritniški slapovi ter Bezdenski slap. Zahodno od vasi, v zaselku Log v Bohinju, je 102 m visok slap Pirašica, onstran Save pa so ostanki fužin iz 16. stoletja ter slap Grmečica. V Soteski je jez hidroelektrarne.